# Recinto amurallado de Ribarroja del Turia
El Recinto amurallado de Ribarroja del Turia, está declarado Bien de interés cultural, con número de anotación ministerial: R-I-51-0011531, y fecha de anotación 20 de octubre de 2005. También es conocido como La Torre y se encuentra ubicado en el casco urbano del mencionado municipio de Ribarroja del Turia, en la comarca del Campo del Turia, en la provincia de Valencia.

## Descripción histórico-artística
La situación geográfica del municipio de Ribarroja, junto al río Turia y ubicado entre dos grandes núcleos de población, como ya lo eran en época de la colonización romana de la península ibérica, la colonia romana de Valentia (Valencia) y Edeta (Liria); concedió a la zona gran importancia estratégica. Pese a ello, atendiendo a los restos arqueológicos encontrados en la zona (Vilas Rústicas, unidades romanas de explotación agrícola de tamaño familiar, las cuales fueron a su vez reutilizadas, posteriormente, como alquerías o masías autosuficientes; así como importantes fragmentos de tres acueductos), se puede reforzar la hipótesis de que en esta zona lo que existían eran asentamientos muy diseminados, dedicados al cultivo de los tres productos típicamente mediterráneos: vino, aceite y grano; que en gran medida, eran embarcados en el puerto de Valencia con destino, posiblemente, a la capital del Imperio.
Sin embargo, la presencia de importantes restos de un recinto amurallado, datados por los estudiosos en este período, permite mantener la creencia de la existencia de un asentamiento urbano llamado Riparubea (Ribera Roja), en un promontorio junto al Turia, en los barrancos de Los Moros y Las Monjas, con carácter militar, estratégico y de control sobre el amplio territorio cultivado. El recinto amurallado se debía levantar próximo al primitivo castillo y hoy se encuentra confundido en la trama urbana. Pese a ello, en la actualidad se pueden ver perfectamente tramos del muro, como el que discurre en paralelo a la calle del Mercado y el tramo, perpendicular a éste, situado junto a la plaza de la Torre y la calle del Muro. Este recinto fortificado contaba de diversas torres (tanto para vigilancia, como para la defensa), pudiéndose observar todavía la que se halla en la confluencia de los tramos del recinto amurallado anteriormente mentados, pese a encontrarse en estado ruinoso abandono (la llamada Torre Musulmana)
Posteriormente, y durante las obras realizadas en el edificio del Ayuntamiento y en la calle Corazón de Jesús número 14, se descubrieron dos tramos de un foso que rodeaba el recinto. Del estudio de la parcelación, realizada por los especialistas, se deduce la existencia de un pequeño recinto amurallado inicial (un asentamiento amurallado mínimo, desarrollado a ambos lados del final del antiguo camino de les Animes, hoy calle de la Cisterna), alrededor de la actual plaza de la Torre, pasando a ser ampliada posteriormente, con dos entradas, una situada en la calle Reloj Viejo y otra, en la antiguamente llamada calle del Portal viejo. Algunos autores incluso intuyen la existencia de otro recinto amurallado entre el río Turia, el recinto del castillo.
En 1970 se produjo el descubrimiento de lo que algunos historiadores han catalogado como la pieza arquitectónica más importante de la península Ibérica en el tránsito del siglo VII al siglo VIII, en el Pla de Nadal. Se trata, posiblemente, de los restos, datados del periodo del Bajo Imperio y la transición visigótica anterior a la islamización, de un gran palacio o de una basílica, lo cual podría indicar la existencia, en algún lugar del término, de un importante núcleo de población. Más tarde, con la desaparición de la aristocracia visigoda, los nuevos pobladores se asentarían en las pequeñas villas-alquería. Por su parte, el asentamiento militar romano se transforma en un poblamiento rural, que dominaría una amplia zona agrícola en las riberas del Turia. De todos modos, las defensas siguen siendo imprescindibles, dada la inestabilidad política de este período, lo cual podría justificarla reedificación y ampliación de las murallas romanas; y el castillo pasaría a ser la residencia del representante/recaudador de impuestos de las autoridades valencianas, además se construyen una mezquita de pequeñas dimensiones y un cementerio fuera del recinto amurallado. En 1238 se produjo, de forma pacífica, la rendición de Ribarroja a Jaime I de Aragón. El incremento poblacional fue mínimo, por lo que el recinto urbano se mantuvo intacto, con la mezquita en un extremo y el castillo, transformado en la residencia señorial, en el otro. Ya en 1348 y tras los conflictos entre los unionistas valencianos y los realistas, se llevó a cabo la ampliación y consolidación del recinto amurallado, aumentando su capacidad defensiva. Durante los siglos XIV y XV se consolida la nueva trama urbana, lo cual provoca la conformación de un nuevo recinto amurallado debido a la construcción de viviendas en las inmediaciones del viejo núcleo.